# اندرئاس هیلگروبر
اندرئاس هیلگروبر (انگلیسی: Andreas Hillgruber; ۱۸ ژانویهٔ ۱۹۲۵ – ۸ مهٔ ۱۹۸۹) مورخ نظامی، آموزشگر، و استاد دانشگاه اهل آلمان بود.
همچنین برندهٔ جوایزی همچون نشان افتخار شایستگی جمهوری فدرال آلمان شده‌است.